# Bonaparte-sirály
A Bonaparte-sirály (Chroicocephalus philadelphia) a madarak (Aves) osztályának lilealakúak (Charadriiformes) rendjébe, ezen belül a sirályfélék (Laridae) családjába tartozó faj.

## Rendszerezése
A fajt George Ord amerikai ornitológus írta le 1815-ben, a Sterna  nembe Sterna Philadelphia néven. Sorolják, vagy sorolták a Larus nembe Larus philadelphia néven is. Magyar nevét Charles Lucien Jules Laurent Bonaparte francia ornitológusról kapta.

## Előfordulása
Kanadában és az Amerikai Egyesült Államokban fészkel, telelni délre vonul. Kóborlásai során eljut Európába, de még Japánba is. Természetes élőhelyei a tűlevelű erdők, édes vizű mocsarak, tavak, tengerpartok és nyílt vizek.

## Megjelenése
Testhossza 28–34 centiméter, szárnyfesztávolsága 78–90 centiméter, testtömege 170–230 gramm.
|  |  |  |

## Életmódja
Rovarokkal, halakkal, rákokkal, puhatestűekkel, férgekkel és más gerinctelenekkel táplálkozik.

## Szaporodása
Fészekalja 2-4 tojásból áll.
|  |

## Természetvédelmi helyzete
Az elterjedési területe rendkívül nagy, egyedszáma pedig növekszik. A Természetvédelmi Világszövetség Vörös listáján nem fenyegetett fajként szerepel.